# Relaciones Irán-Rusia
Las relaciones Irán-Rusia se refieren a las relaciones bilaterales entre la Federación Rusa y la República Islámica de Irán, así como a las relaciones históricas entre ambos pueblos a través de sus diferentes estructuras estatales.
Las relaciones entre el Gran Ducado de Moscú y el Imperio Persa (Irán) comenzaron oficialmente en 1521, con los safávidas en el poder. Contactos en el pasado y en el presente entre Rusia e Irán han sido complicadamente multifacéticas; a menudo alternando periodos de colaboración y rivalidad. Las dos naciones tienen una larga historia de interacción geográfica, económica y sociopolítica. Actualmente Rusia constituye un socio económico para Irán, país bajo sanciones severas por buena parte del mundo occidental.

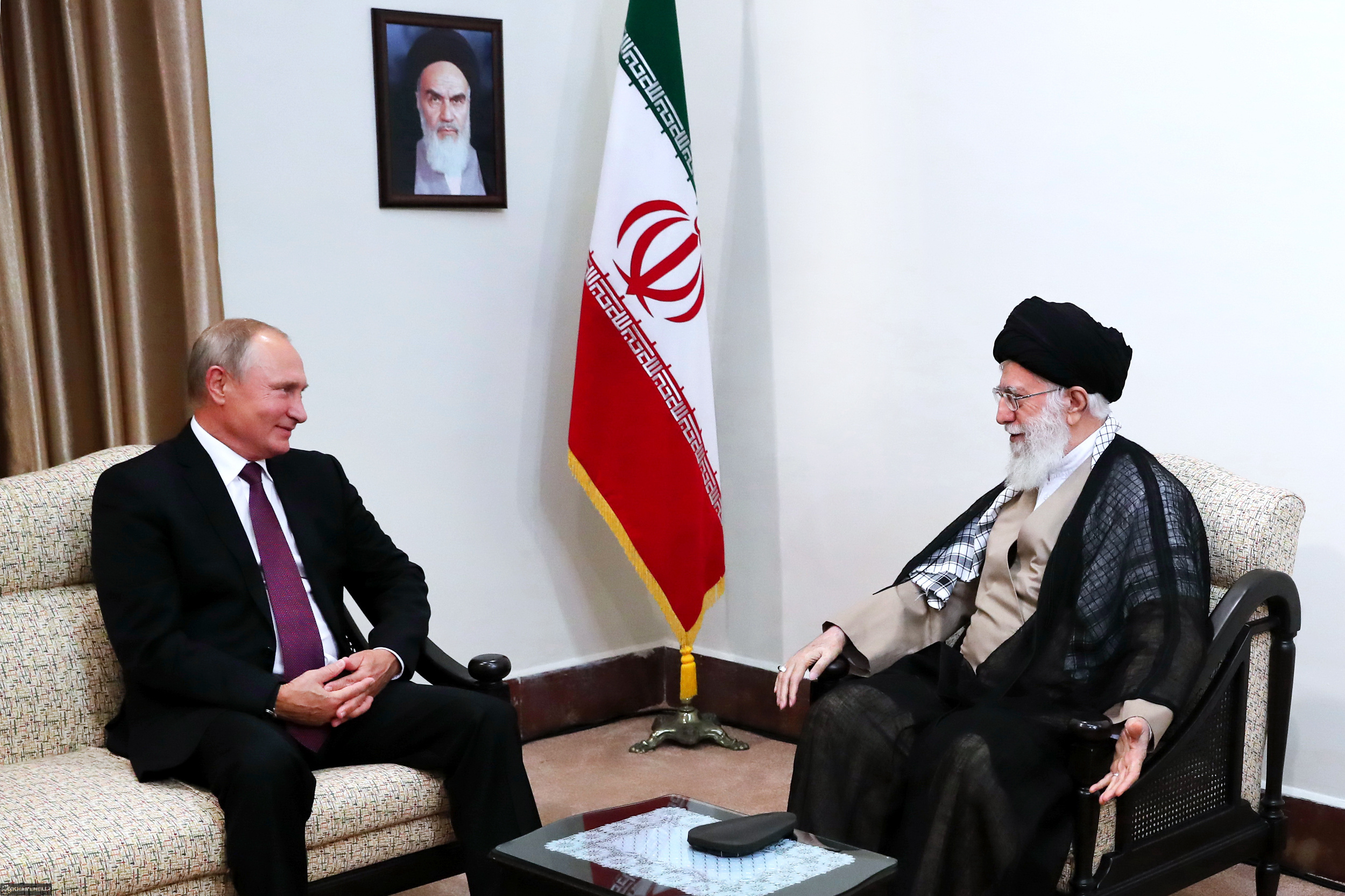
Vladimir Putin con Ali Khamenei durante una visita oficial a Teherán en septiembre de 2018.

Desde la caída de la Unión Soviética, las dos naciones vecinas generalmente han disfrutado de relaciones muy cercanas y cordiales. Irán y Rusia son aliados estratégicos y forman un eje en el Cáucaso junto a Armenia. Debido a las sanciones económicas occidentales en contra de Irán, Rusia ha devenido en un socio comercial clave, especialmente con relación a las reservas de petróleo iraníes. Militarmente, Irán es el país único en Asia Occidental que ha sido invitado para unirse a la Organización del Tratado de Seguridad Colectiva, organización internacional liderada por Rusia en respuesta a la OTAN. Mientras buena parte del ejército iraní utiliza armas e implementos de manufactura nacional y doméstica, Irán aún compra algunos sistemas armamentísticos a Rusia. A su vez, Irán ha ayudado a Rusia con su tecnología de drones y otras tecnologías militares.
Irán tiene su embajada en Moscú y consulados en las ciudades de Astracán y Kazán. Rusia tiene su embajada en Teherán, y consulados en Rasht e Isfahán.

## Historia

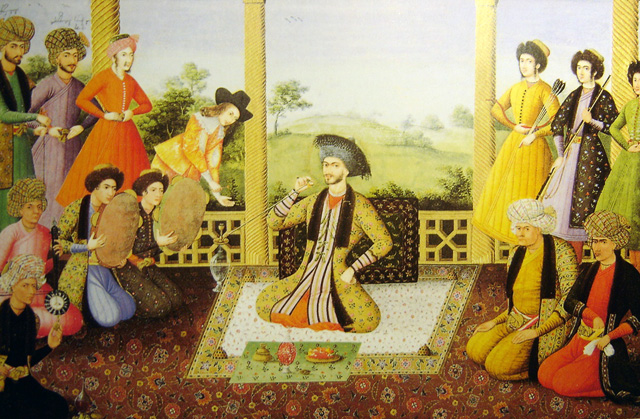
Pintura de Sah Suleimán I y sus cortesanos por Aliquli Jabbadar, Isfahán, 1670. La pintura fue adquirida por el zar Nicolás II, y actualmente forma parte del Instituto de Manuscritos Orientales en San Petersburgo. Nótense las dos figuras georgianas con sus nombres en la parte superior izquierda.

### Era presafávida
Los contactos entre rusos y persas tienen una larga historia, extendiéndose por más de un milenio. Se tiene conocimiento de intercambios comerciales que datan del siglo VIII d. C. entre Persia y Rusia. Estos fueron interrumpidos por las invasiones mongolas en los siglos XIII y XIV pero recomenzaron en el siglo XV con el auge del estado de Moscovia. Entre los siglos IX y XI dC, hubo repetidas incursiones militares emprendidas por el pueblo rus entre 864 y 1041 en las costas del mar Caspio en lo que es hoy en día Irán, Azerbaiyán, y Daguestán, como parte de las incursiones de los rus en el mar Caspio. Inicialmente, los rus aparecieron en Serkland en el siglo IX viajando como mercaderes a lo largo de la ruta comercial del Volga, vendiendo pieles, miel y esclavos. Las primeras incursiones a pequeña escala tuvieron lugar a fines del siglo IX e inicios del siglo X. Los rus emprendieron la primera expedición a gran escala en 913; llegando con sobre 500 barcos, saqueando la región del Gorgán, en el actual territorio de Irán, y las áreas de Guilán y Mazandarán, tomando esclavos y bienes.

### Imperios safávida y ruso
No fue hasta el siglo XVI que fueron establecidos contactos diplomáticos formales entre Persia y Rusia, con este último actuando como intermediario en el comercio entre el imperio británico y Persia. Transportar bienes a través de territorio ruso significó que los británicos evitaran las zonas bajo control otomano y portugués. La Compañía de Moscovia (también conocida como la Compañía Rusa) fue fundada en 1553 para expandir las rutas comerciales a través del mar Caspio. La función de Moscú como intermediario en los intercambios entre Gran Bretaña y Persia llevó a que varios comerciantes rusos instalaran negocios en centros urbanos a través de Persia, tan lejos al sur como hasta Kashan. Las victorias rusas sobre el kanato de Kazán en 1552 y el kanato de Astracán en 1556 por el zar Iván IV (quien reinó entre 1533 y 1584) revivió el comercio entre Irán y Rusia a través de la ruta del Volga-Caspio y marcó la primera penetración rusa en el Cáucaso y el área del mar Caspio. Aunque estos intercambios comerciales en la última mitad del siglo XVI fueron limitados en alcance, de todos modos indican que la incipiente alianza entre ambos países emergió a raíz de la común oposición al vecino imperio otomano.

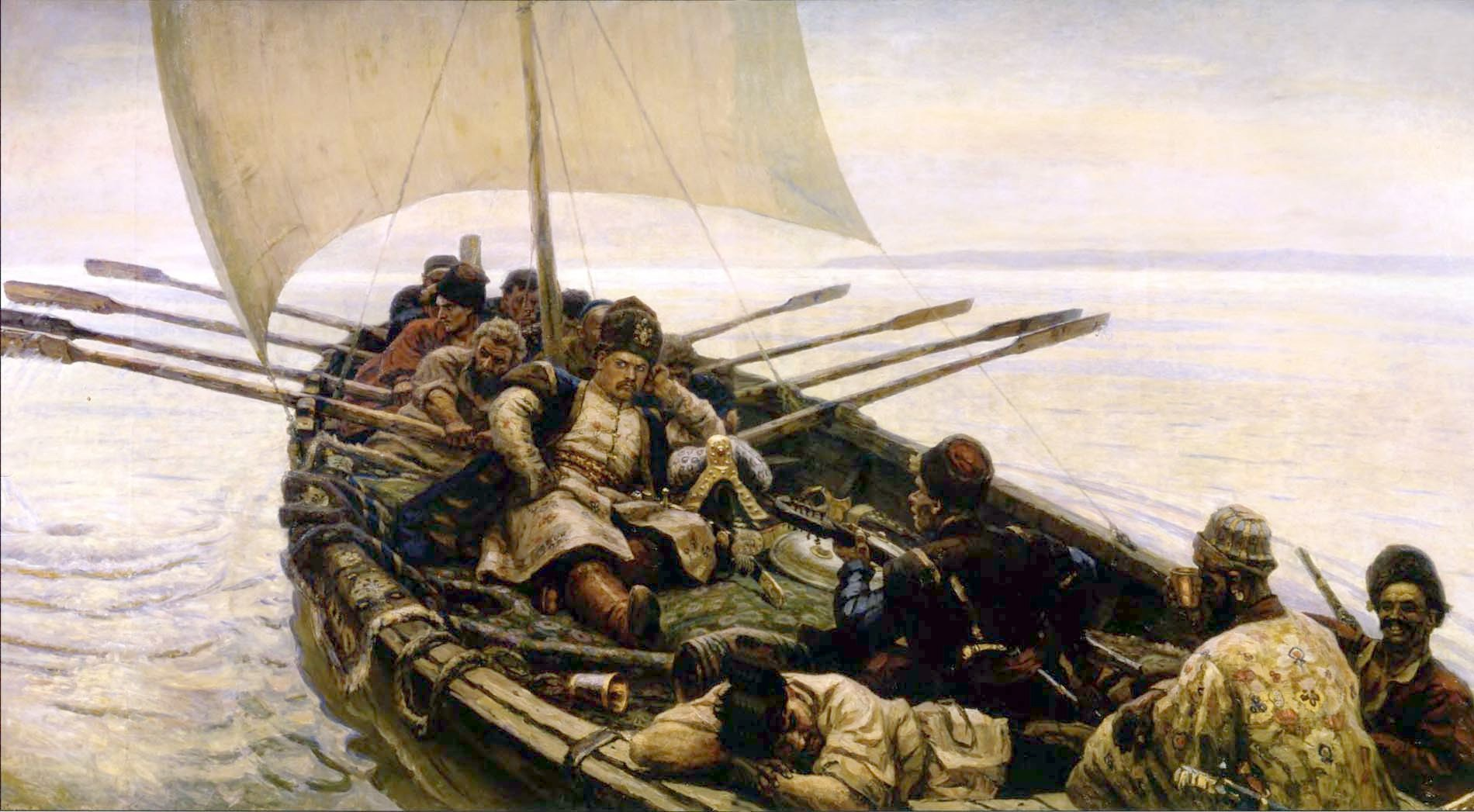
Stepan Razin navegando en el Mar Caspio, de Vasily Surikov, 1906.

Las relaciones diplomáticas entre Rusia e Irán datan de 1521, cuándo el sah safávida Ismail I envió un emisario a visitar al zar Basilio III. Mientras los primeros contactos diplomáticos entre los dos países se establecían, el sah Ismail también trabajaba duro con el objetivo de unir fuerzas contra su enemigo mutuo, la vecina Turquía Otomana. En varias ocasiones, Irán ofreció a Rusia un trato para intercambiar una parte de su territorio (por ejemplo Derbent y Bakú en 1586) por su apoyo en las guerras contra sus archirrivales otomanos. Entre 1552 y 1553, los safávidas de Irán y el principado de Moscú en Rusia intercambiaron embajadores por primera vez, y, empezando en 1586, establecieron una relación diplomática regular. En 1650, extensos contactos entre ambos pueblos culminaron en la guerra ruso-persa (1651-1653), tras la cual Rusia tuvo que ceder sus bases en el Cáucaso Septentrional a los safávidas. En la década de 1660, el famoso cosaco atamán ruso Stenka Razin incursionó, y ocasionalmente recaló en la costa del norte de Persia, creando problemas diplomáticos para el zar ruso frente a los sah persas.
La paz reinó por muchas décadas entre ambos pueblos después de estos conflictos, en las cuales floreció el comercio y la migración de personas entre ambas naciones. El declive de los estados safávida y otomano supuso el auge de la Rusia Imperial en su lugar. Después de que la caída del sah Husséin significara el fin de la dinastía safávida en 1722, las amenazas más grandes que afrontó Persia fueron las ambiciones rusas y otomanas por expandirse territorialmente en la región del Caspio y en el noroccidente de Persia. Durante el periodo safávida, el balance de poder entre rusos y persas se mantuvo relativamente equitativo. Tras la caída del sah Husséin, la relación perdió su simetría, aunque logró ser en buena medida restaurada con Nader Shah.
En sus últimos años de gobierno, Pedro el Grande se encontró en una posición lo suficientemente fuerte para aumentar la influencia rusa más hacia el sur en el Cáucaso, el mar Caspio y el mar Negro a costa de los dos imperios decrecientes; el safávida y el otomano. Hizo de la ciudad de Astracán su base para dirigir sus hostilidades en contra de Persia, creó un astillero, y atacó a los debilitados safávidas en la guerra ruso-persa (1722-1723), capturando muchos de sus territorios en el Cáucaso y el norte de Irán por varios años. Tras varios años de caos político en Persia tras la abolición de los safávidas, un nuevo y poderoso imperio persa nació bajo el genio militar de  Nader Shah. Temiendo una derrota costosa frente a Nader y también siendo flanqueados por los turcos en el oeste, los rusos se vieron forzados a devolver todos los territorios previamente obtenidos y retirarse de todo el Cáucaso y del norte de Irán, según se consignó en el tratado de Resht (1732) y en el tratado de Ganja (1735) durante el reinado de Ana de Rusia. El plazo del tratado también incluyó el primer hecho de colaboración cercana rusoiraní en contra un enemigo común, en este caso los turcos otomanos.
En general, las luchas comunes contra los otomanos sirvieron como el principal interés político común entre Irán y Rusia durante el periodo del imperio safávida, con varios intentos de concluir un tratado militar antiotomano.

### Persia kayar–Imperio ruso
Las relaciones rusoiraníes particularmente se levantaron otra vez tras la muerte de Nader Shah y la disolución de su dinastía afsárida qué allanó finalmente el camino a la dinastía kayar hacia mediados del siglo XVIII. El primer embajador kayar en Rusia fue Mirza Abolhassan Khan Ilchi. Tras el gobierno de Aga Mohammad Khan, quién estabilizó la nación y reestableció la soberanía iraní tradicional en el Cáucaso, el gobierno kayar fue rápidamente absorbido por la atención a los asuntos domésticos, mientras los poderes coloniales rivales rápidamente buscaron establecer puntos de apoyo en la región. Mientras los portugueses, británicos y holandeses competían por el sur y sureste de Persia en el Golfo Pérsico, el Imperio ruso en gran parte quedó sin rivales en el norte mientras se sumergía hacia el sur para establecer dominios en los territorios del norte de Persia, hoy en día Daguestán, Georgia, Armenia y Azerbaiyán. Enfocados en la política interna, el gobierno kayar fue incapaz de contrarrestar el reto de enfrentar a su amenaza en el norte de parte de Rusia.

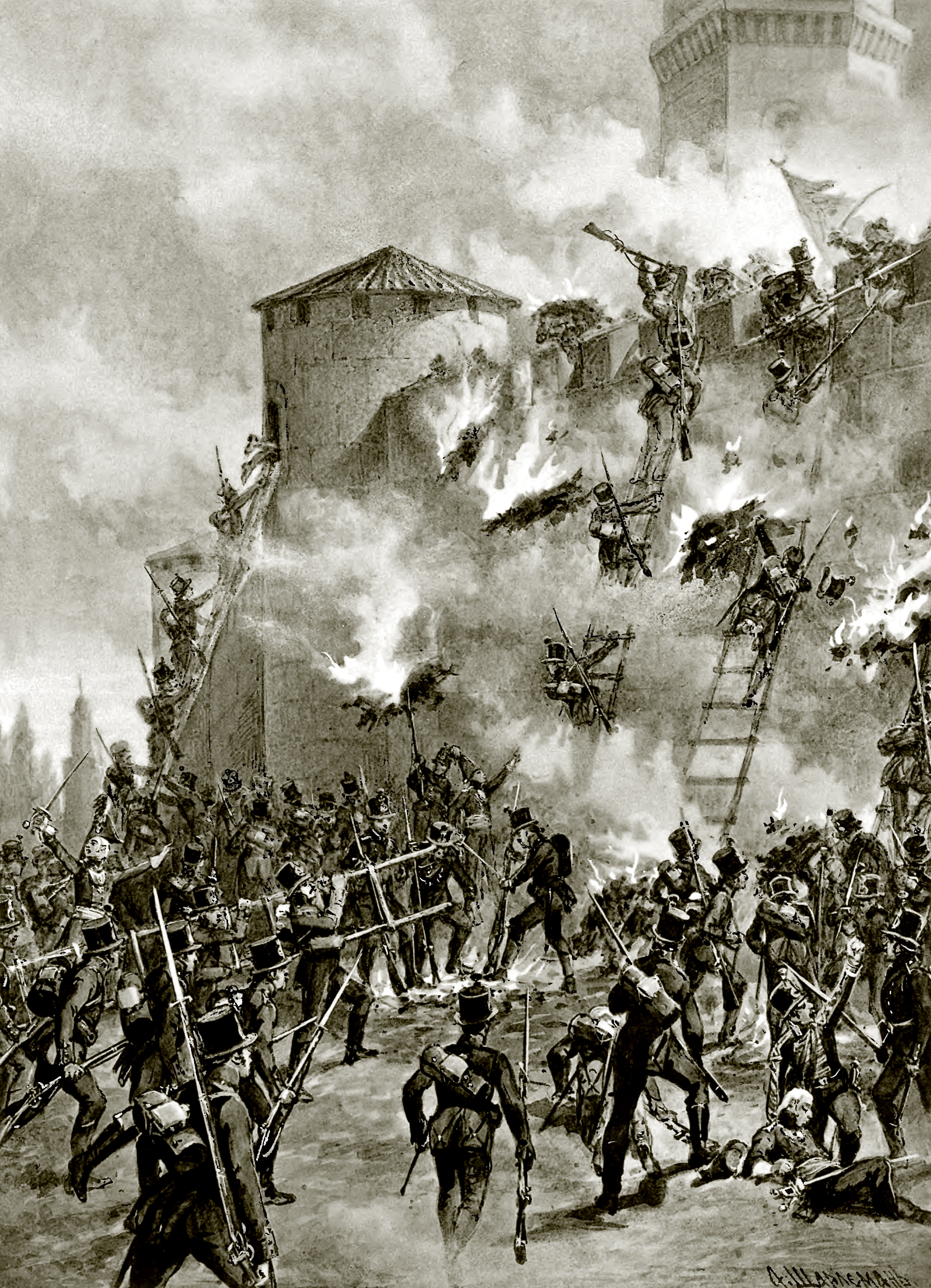
La batalla de Ganja (1804) durante la guerra ruso-persa (1804-1813).

La corte real, debilitada y en bancarrota bajo Fath Alí Shah, se vio forzada a firmar el notorio y desfavorable tratado de Gulistán (1813) tras el resultado de la guerra ruso-persa de 1804–13, cediendo irrevocabemente lo que hoy en día es Daguestán, Georgia, y vastas partes de la República de Azerbaiyán. Por su parte, el tratado de Turkmenchay (1828) fue el resultado de la guerra ruso-persa de 1826–28, cual resultó en la pérdida de la actual Armenia y el resto de la República de Azerbaiyán, y concedió a Rusia muchos derechos capitulatorios altamente beneficiosos, después de que los esfuerzos y éxitos iniciales de Abbas Mirza fallaran finalmente para asegurar el frente norte de Persia. Por estos dos tratados, Irán había perdido franjas de sus territorios integrales que había formado parte del concepto de siglos de Irán. El área al norte del río Aras, entre lo que es territorio de las naciones contemporáneas de Georgia, Azerbaiyán, Armenia y de la República de Daguestán fue territorio iraní hasta su ocupación por Rusia en el curso del siglo XIX.
El sentimiento antirruso era tan alto en Persia durante aquel tiempo que se formaron numerosas revueltas en varias ciudades persas. El famoso intelectual ruso, embajador en Persia, y mejor amigo de Aleksandr Pushkin, Aleksandr Griboyédov, fue asesinado junto con centenares de cosacos por turbas furiosas en Teherán durante estas revueltas.
Con el Imperio ruso todavía continuamente avanzando al sur en el curso de dos guerras en contra de Persia, y con los tratados de Turkmanchay y Gulistán en las fronteras occidentales, más la muerte inesperada de Abbas Mirza en 1823, y el asesinato del gran visir de Persia (Mirza Abol'Qasem Qa'im Maqām), Persia perdió su tradicional apoyo en Asia Central así como frente a los ejércitos zaristas rusos. El tratado de Akhal, en el que los persas kayar se vieron forzados en cesar toda reclamación en Asia Central y en partes de Turkmenistán, coronó las pérdidas persas frente al poder global emergente de Rusia Imperial.

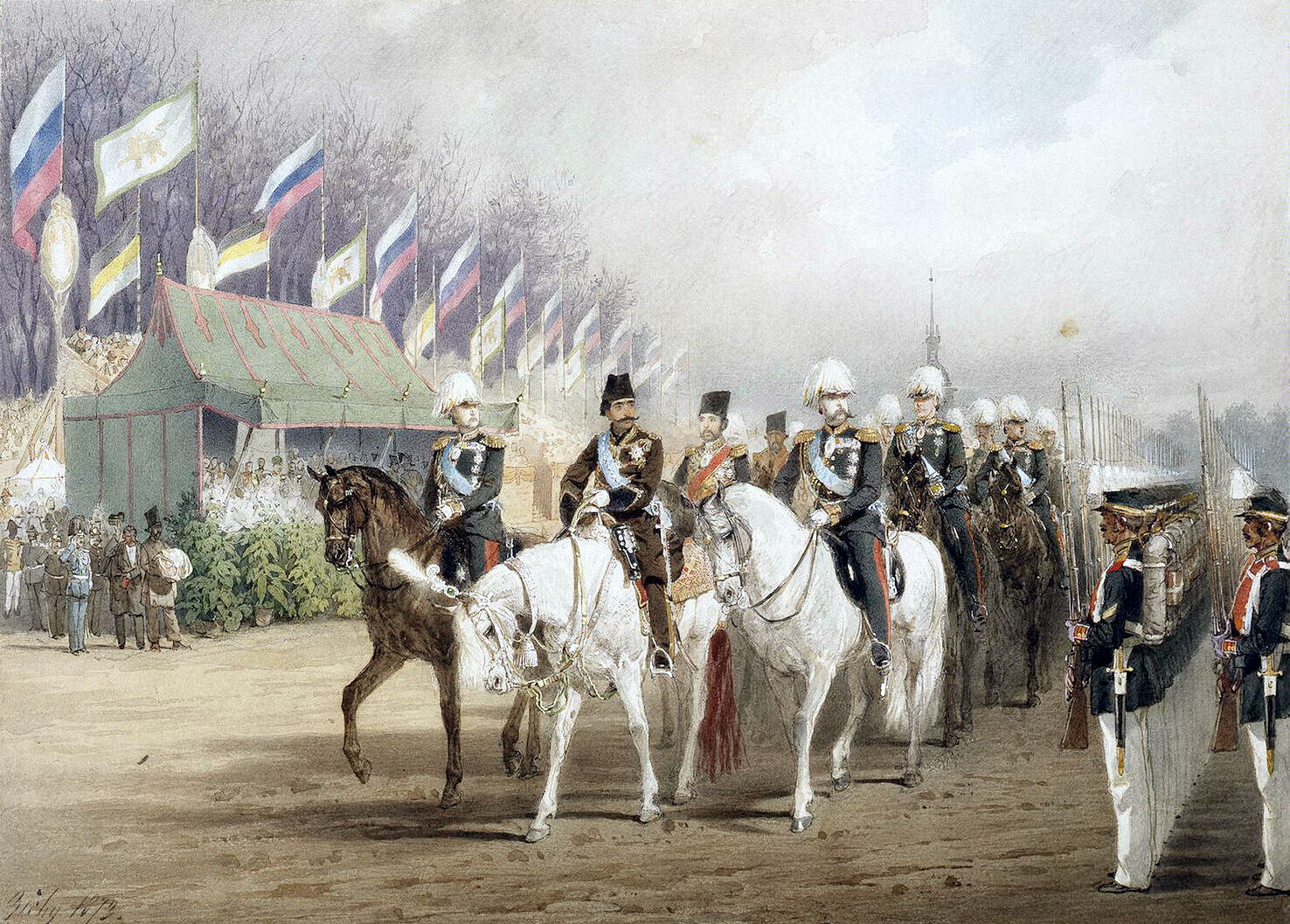
Alejandro II de Rusia y Nasereddín Sah Kayar en San Petersburgo, 1873

Hacia fines del siglo XIX, la dominación del imperio ruso  era tan pronunciada que Tabriz, Qazvín, y varias otras ciudades fueron ocupadas por Rusia, y el gobierno central en Teherán quedó sin poder para siquiera seleccionar sus propios ministros sin la aprobación de los consulados anglorrusos. El tesorero general de Persia, William Morgan Shuster, por ejemplo, tuvo que dimitir de la corte real bajo una gran presión británica y rusa. Shuster en su libro "The Strangling of Persia" recuenta los detalles de estos acontecimientos, formulando una crítica dura de Gran Bretaña y Rusia Imperial. Por estas épocas, el norte de Irán era oficialmente parte de la esfera de influencia de Rusia Imperial. Durante el mismo tiempo, muchos rusos se establecieron en el norte de Irán.
En el mismo periodo, a propuesta del sah y en interés mutuo de Rusia, los rusos fundaron la Brigada Cosaca Persa, que probaría para ser crucial en las próximas décadas de la historia iraní, así como con relación a las relaciones rusoiraníes. Los cosacos persas se organizaron a lo largo de líneas rusas y eran controlados por agentes rusos. Dominaron Teherán y la mayoría de las localidades más al norte.
Los rusos también organizaron una institución bancaria en Irán, establecida en 1890. En 1907, Rusia y Gran Bretaña dividieron Irán en tres segmentos sirviendo a sus intereses mutuos, en la entente anglo-rusa de 1907. Los rusos ganaron control sobre las áreas del norte de Irán, incluyendo las ciudades de Tabriz, Teherán, Mashad, e Isfahán. Los británicos obtuvieron la región suroccidental y el control del Golfo Pérsico, mientras que el territorio entre ambas regiones fue clasificado como territorio neutral.
Estos, y una serie de acontecimientos como el bombardeo ruso de la mezquita de Goharsad en Mashad en 1911, y de la Asamblea Nacional Persa por el coronel ruso Vladimir Liakhov, hizo que surgiera un extendido sentimiento antirruso en la nación.

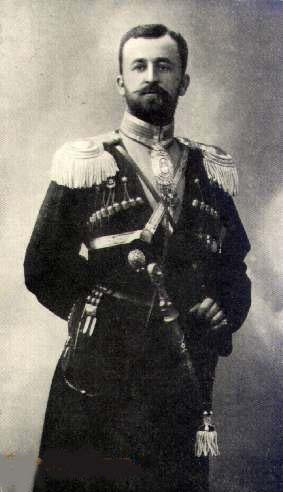
El coronel Vladimir Liakhov, quien encabezó el bombardeo de la Asamblea Nacional Iraní en 1911.

### Pahlavi–Unión Soviética

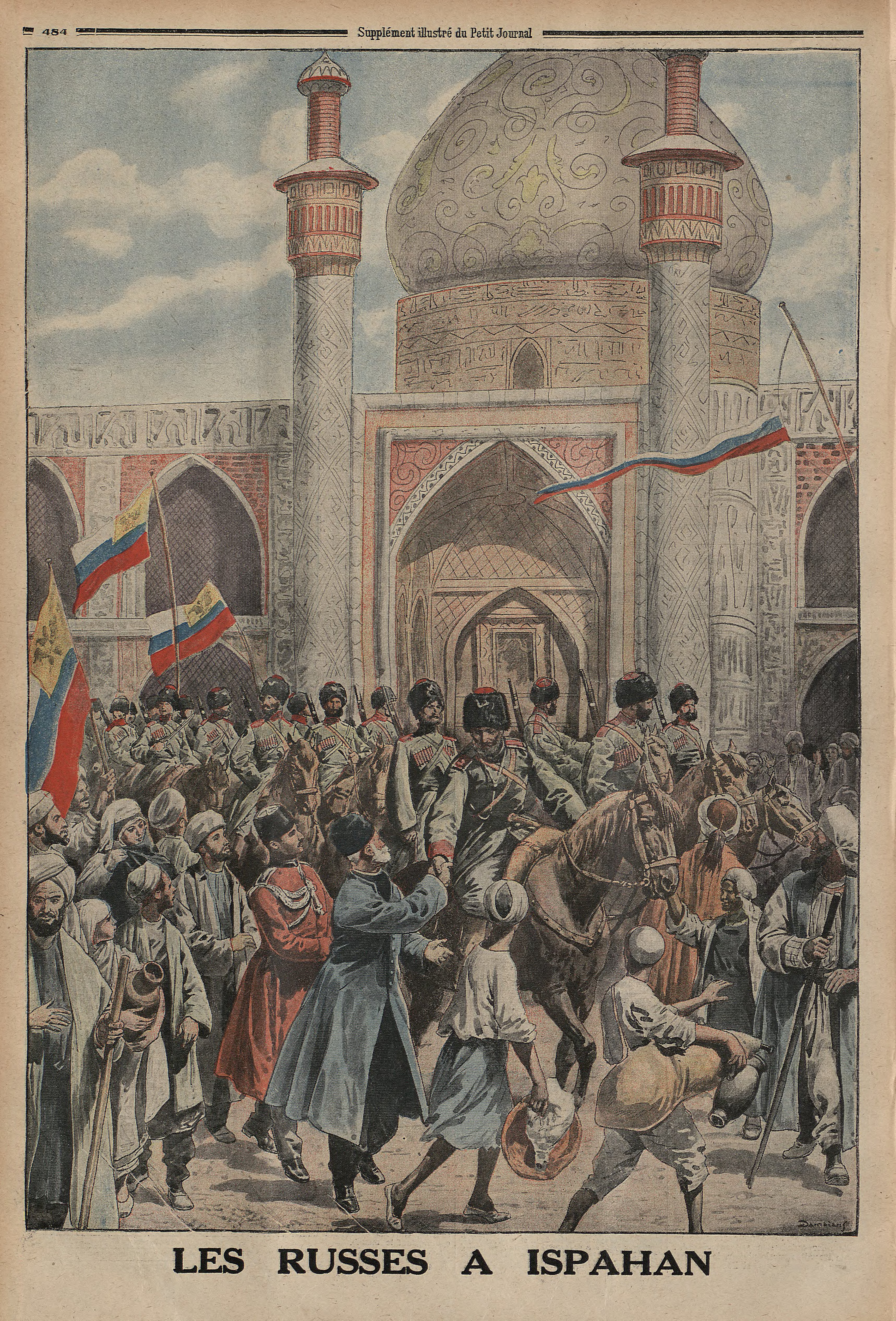
Imagen de 1916 revista francesa que muestra a "los rusos en Isfahán".

Un resultado de la protesta pública contra la ubicua presencia de Rusia Imperial en Persia fue el movimiento constitucionalista de Guilán, el cual siguió a la Revolución Constitucional Persa. Muchos participantes de la revolución eran iraníes educados en el Cáucaso, émigrés directos (también llamados muhayires del Cáucaso), así como armenios que en el mismo periodo estaban ocupados con establecer el partido Federación Revolucionaria Armenia así como las operaciones dirigidas en contra de la vecina Turquía Otomana. La rebelión en Guilán, al mando de Mirza Kuchak Khan llevó a una eventual confrontación entre los rebeldes iraníes y el ejército ruso, pero se vio interrumpida por la revolución de octubre en 1917.
Como resultado de la revolución de octubre, miles de rusos huyeron del país teniendo muchos a Persia como destino. Muchos de estos refugiados se establecieron en el norte de Persia creando sus propias comunidades del cual muchos de sus descendientes todavía persisten a través del país. Algunos descendientes notables de estos refugiados rusos en Persia incluyen a la activista política y escritora Marina Nemat y el general Nader Yahanbaní, cuya madre era una emigrante blanca.
La participación rusa continuó con el establecimiento de la breve República Socialista Soviética de Persia en 1920, apoyado por dirigentes bolcheviques azeríes y del Cáucaso. Después de la caída de esta república, a fines de 1921, las relaciones políticas y económicas fueron renovadas. En la década de 1920, el comercio entre la Unión Soviética y Persia logró nuevamente niveles importantes. Bakú jugó un rol particularmente significativo como la locación para una feria de comercio entre la URSS y el Oriente Medio, notablemente Persia.
En 1921, Gran Bretaña y el nuevo gobierno bolchevique llegaron a un acuerdo que invirtió la división de Irán hecha en 1907. Los bolcheviques regresaron todo el territorio ocupado a Irán, e Irán una vez más logró asegurar derechos de navegación en el mar Caspio. Este acuerdo sentó las bases del tratado de amistad ruso-persa (1921). Pese a la recuperación del territorio iraní, la dinastía kayar sufrió un repentino golpe de Estado repentino comandado por el coronel Reza Shah.
En 1941, cuando se inició la Segunda Guerra Mundial, la Unión Soviética y el Reino Unido lanzaron una invasión sobre Irán, ignorando su posición como país neutral.
En un revelador cable enviado el 6 de julio de 1945 por el Comité Central del Partido Comunista de la Unión Soviética, el comandante soviético local en Azerbaiyán del Norte estuvo instruido de la siguiente manera:
"Empieza trabajo preparatorio para formar un distrito nacional de Azerbaiyán autónomo con amplios poderes dentro del estado iraní y simultáneamente desarrollar movimientos separatistas en las provincias de Guilán, Mazandarán, Gorgán, y Jorasán".
En 1945–1946, los dirigentes soviéticos apoyaron al Gobierno Popular de Azerbaiyán y la República de Mahabad, últimos esfuerzos por la Rusia soviética para establecer una república comunista en Irán. El fin de la guerra trajo el inicio del dominio estadounidense en la arena política iraní, lo que junto con el antisovietismo de la Guerra Fría, propulsó a que Estados Unidos rápidamente buscara incluir a Irán en un bloque anticomunista, acabando con ello la influencia de Rusia sobre Irán en los años venideros. Este periodo culminó en 1946, con la denominada crisis de Irán de 1946.[cita requerida]

### Después de 1979
La Unión Soviética fue el primer Estado en reconocer la República Islámica en febrero de 1979. Durante la Guerra Irán–Irak, suministró al régimen de Saddam Hussein con grandes cantidades de armas convencionales. El líder supremo iraní, ayatolá Khomenei consideraba al islam principalmente incompatible con los ideales comunistas soviéticos (como el ateísmo), lo que dejó al secular Saddam como un aliado de Moscú.
Después de la guerra, especialmente con la caída de la URSS, las relaciones rusoiraníes presenciaron un aumento repentino en relaciones diplomáticas y comerciales, e Irán pronto incluso empezó adquirir armas de Rusia.
A mediados de la década de 1990, Rusia ya había acordado continuar el trabajo del programa nuclear de Irán en desarrollo, con planes para acabar construyendo la planta del reactor nuclear de Bushehr, retrasada por cerca de veinte años.

## Relaciones actuales

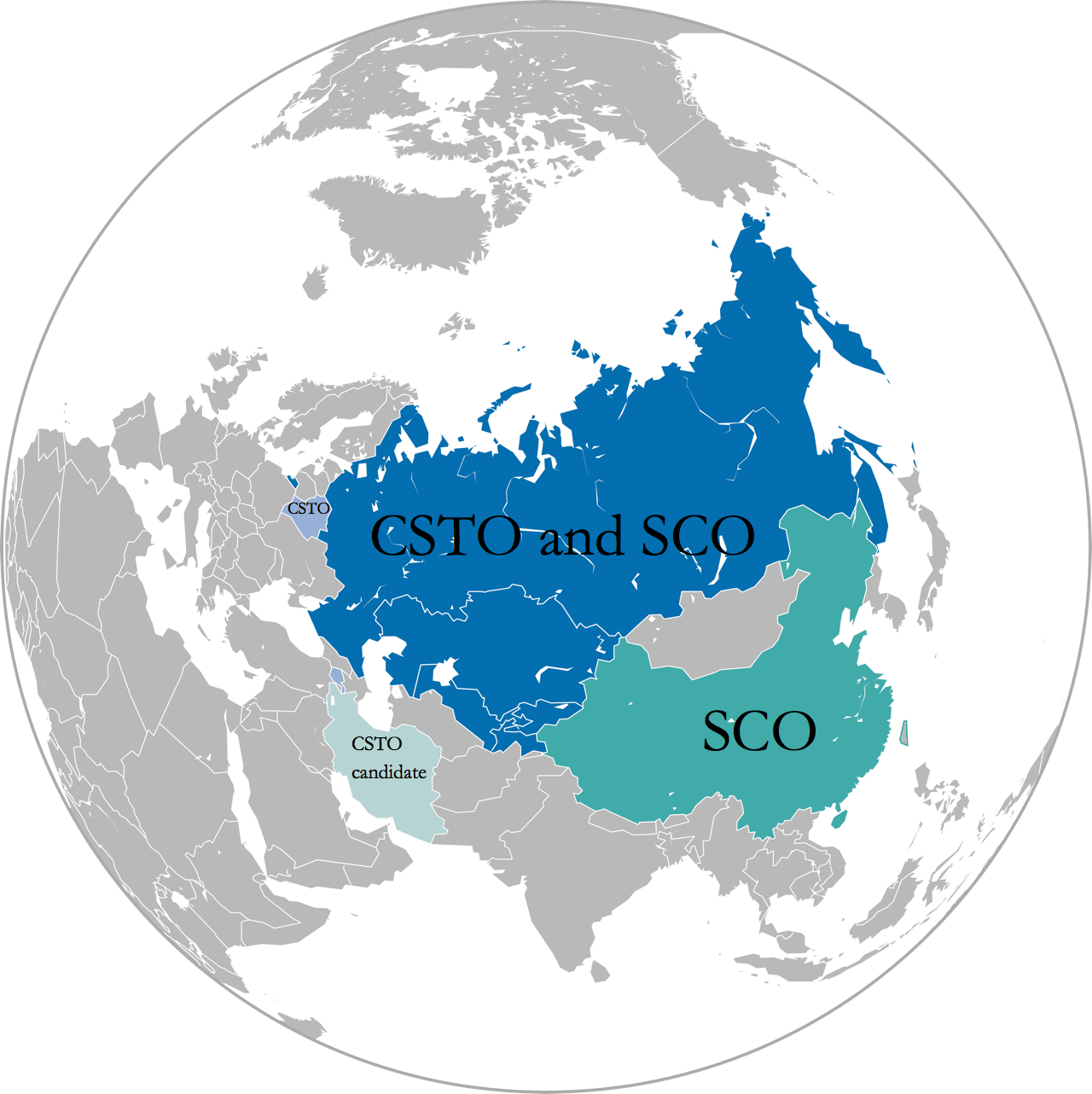
Irán es un candidato al CSTO

Debido a que la confrontación entre los Estados Unidos e Irán ha ido escalando, el país se ha encontrado más cercano a generar alianzas con China y Rusia. E Irán, al igual que Rusia, "ve las ambiciones regionales de Turquía y el posible esparcimiento de alguna forma de ideología panturca con suspicacia".
Rusia e Irán también comparten un interés común en limitar la influencia política de los Estados Unidos en Asia Central. Este interés común ha dirigido la Organización de Cooperación de Shanghái para extender a estado de observador a Irán en 2005, y ofrecerle afiliación plena en 2006. Las relaciones de Irán con la organización, la cual está dominada por Rusia y China, representa los lazos diplomáticos más extensos que Irán ha compartido desde la revolución de 1979. Irán y Rusia, además, han cofundado el Foro de Países Exportadores de Gas junto con Catar.

### Intercambio militar
A diferencia de años anteriores en los cuales la flota aérea de Irán era enteramente occidental, su Fuerza Aérea y su flota civil ha ido deviniendo cada vez en fabricaciones domésticas y rusas mientras Estados Unidos y Europa mantienen sanciones contra Irán. En 2010, la negativa de Irán a detener el enriquecimiento de uranio llevó a la ONU a aprobar la resolución número 1929 que prohíbe la venta de todos los tipos de armas pesados (incluyendo misiles) a Irán. Esto resultado en la anulación de la entrega del sistema S-300 de Rusia a Irán: en septiembre de 2010 el presidente ruso Dmitri Medvédev firmó un decreto prohibiendo la entrega de sistemas de misil, vehículos blindados, aviones de combate, helicópteros y barcos a Irán. Esto pudo causar la pérdida de $13 mil millones en ventas de armas a Irán y forzaría a Irán a depender de China para la adquisición de armas en el futuro según Igor Korotchenko. Mahmud Ahmadineyad también criticó a Rusia por inclinarse ante Estados Unidos. A raíz de la anulación, Irán demandó a Rusia en un tribunal suizo, y en la respuesta, Rusia amenazó con retirar el apoyo diplomático hacia Irán en la disputa nuclear.
Desde el estallido de la guerra civil siria en 2011, Irán y Rusia han devenido los aliados principales del gobierno sirio en el conflicto, proporcionando abiertamente  apoyo armado. Entretanto, las relaciones propias de Rusia con Occidente se desplomaron con la crisis de Ucrania, el incidente de envenenamiento de 2018 de la familia Skripal en Gran Bretaña, y por la alegada interferencia electoral rusa en Occidente, incitando a que los EE. UU. y Europa tomen represalias imponiendo sanciones en contra de Rusia. Como resultado, Rusia ha mostrado una creciente disposición a aliarse militarmente con Irán. Así, con el Plan de Acción Conjunto y Completo de 2015, Rusia finalmente aprobó la entrega del sistema S-300 a Irán.

### Comercio

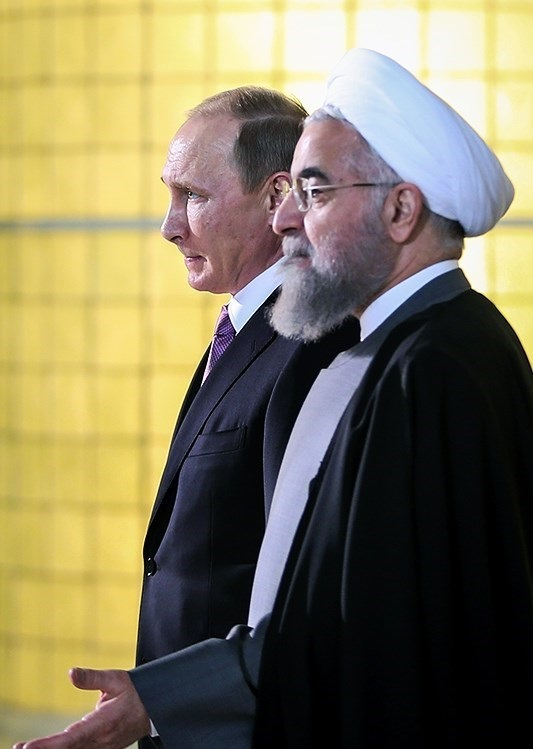
Hassan Rouhani y Putin en Teherán, 20 de noviembre de 2015

Además de su comercio y cooperación en hidrocarburos, Irán y Rusia también han expandido lazos de comercio en muchos otros sectores de la economía, incluyendo un gran acuerdo agrícola en enero de 2009 y un contrato de telecomunicaciones en diciembre de 2008. En julio de 2010, Irán y Rusia firmaron un acuerdo para aumentar su cooperación en el desarrollo energético. Las características del acuerdo incluyen el establecimiento de un intercambio de petróleo, el cual con una producción combinada de hasta 15 millones de barriles por día tiene el potencial de convertirse en uno de los principales mercados globalmente. Gazprom y LUKoil cada vez se han ido involucrando más en el desarrollo conjunto de proyectos de hidrocarburos en Irán.
En 2005, Rusia era el séptimo socio comercial más grande de Irán, con el 5,33% de todas las exportaciones a Irán que se originan de Rusia. Las relaciones comerciales entre ambos aumentó de mil millones de dólares en 2005 a $3.7 mil millones en 2008. Vehículos de motor, frutas, vegetales, vidrio, textiles, plásticos, sustancias químicas, alfombras artesanales, piedra y productos de yeso se encuentran entre los principales bienes de exportación iraníes a Rusia, además de los hidrocarburos. Según Reuters, Irán y Rusia han avanzado hacia un acuerdo de petróleo por alimentos por unos $20 mil millones.
Las relaciones entre Rusia e Irán han aumentado dado que ambos países son sujetos de sanciones de parte de EE. UU. y han debido buscar nuevos socios comerciales. Los dos países firmaron un acuerdo en el sector energético histórico por $20 mil millones en 2014.